# August Karl von Dönhoff-Friedrichstein
August Karl von Dönhoff-Friedrichstein (ur. 26 stycznia 1845 we Frankfurcie nad Menem, zm. 9 września 1920 we Friedrichstein) – pruski polityk, poseł na sejm Prus i Rzeszy, członek pruskiej linii arystokratycznego rodu Dönhoff (zob. herb), ojciec Marion Dönhoff.

## Rodzice i rodzeństwo
August Karl von Dönhoff-Friedrichstein urodził się 26 stycznia 1845 roku we Frankfurcie nad Menem. Jego ojciec, August Heinrich Hermann von Dönhoff (1797–1874), i matka, Pauline Sophie von Lehndorff, mieli czworo dzieci:
- bliźniacy, urodzeni 26 stycznia 1845 roku we Frankfurcie nad Menem:
  - August Karl von Dönhoff[1][2]
  - Carl Ludwig von Dönhoff (zm. 9 kwietnia 1918 w posiadłości Friedrichstein)[5]
- córka Pauline Amalie von Dönhoff (ur. 14 lutego 1848, zm. w styczniu 1849)[6]
- najmłodszy syn, Friedrich von Dönhoff (ur. 4 stycznia 1850 w Königsberg, zm. 8 maja 1924 w posiadłości Friedrichstein)[7]

Ojciec, August Heinrich Graf von Dönhoff, był dyplomatą, m.in. ambasadorem Królestwa Prus w Paryżu (1823–1824), Madrycie (1825–1827), Londynie (1828–1832) i Monachium (1833). W roku 1848 był przez kilka miesięcy pruskim ministrem spraw zagranicznych.

## Życiorys

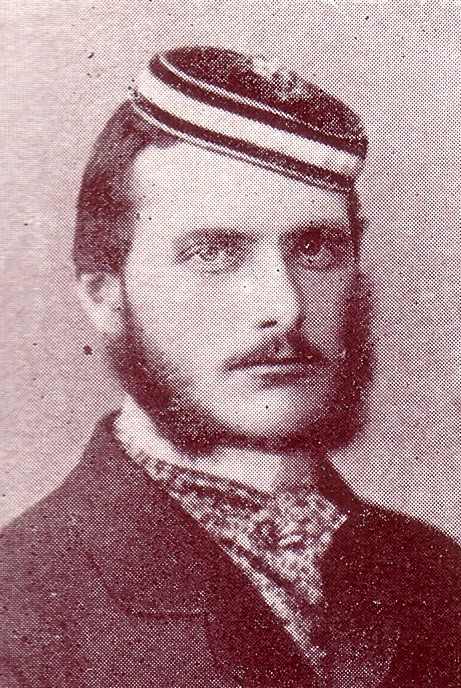
August von Dönhoff
w wieku ok. 20 lat

August Karl von Dönhoff-Friedrichstein spędził dzieciństwo w rodowej posiadłości Friedrichstein (Prusy Wschodnie). Studiował prawo (pruska szkoła kameralizmu) w Bonn. Brał udział w starciach zbrojnych (1866 – wojna prusko-austriacka, 1870–1871 – wojna francusko-pruska); osiągnął stopień kapitana. W służbie cywilnej był przed rokiem 1881 aplikantem sądowym, a następnie został zaangażowany do dyplomatycznej służby zagranicznej (niem. Legationsrat). Pracował m.in. w placówkach w Dreźnie, Petersburgu, Monachium, Wiedniu, Londynie, Waszyngtonie.
W 1876 roku został członkiem izby wyższej pruskiego parlamentu (niem.Preußischer Landtag, 1876), jako następca zmarłego ojca (zasada dziedziczenia). W latach 1881–1903 był sześciokrotnie wybierany do Reichstagu; do 1898 reprezentował partię konserwatywną (niem. Deutschkonservative Partei). W latach 1898–1918 był członkiem Provinziallandtag.
Był żonaty z Josephine von Dönhoff, von Seydewitz (ur. 1839, zm. 1895). Po raz drugi ożenił się z Marią von Lepel (ur. 1869, zm. 1940 w Königsbergu), damą dworu królowej Prus i cesarzowej niemieckiej, Augusty Wiktorii. Para miała ośmioro dzieci: Wilhelm (ur. 1897), Christa (ur. 1898), Heinrich Botho Eugen (ur. 1899), Yvonne Franziska Ilda (ur. 1901), Dietrich Wilfried Georg Karl (ur. 1902), Christoph August Bernhard (ur. 1906), Maria Elisabeth Helene Freda (ur. 1908), Marion Hedda Ilse (ur. 1909).
August Karl von Dönhoff był kolekcjonerem. Jako zarządca Pałacu Friedrichstein wzbogacił jego wyposażenie. W pałacowym muzeum zgromadził liczne cenne instrumenty muzyczne, broń dekoracyjną, dywany i in.
Zmarł we Friedrichstein 9 września 1920 roku.
Pamięć o rodzinnym pałacu (zniszczonym w 1945 roku), jego historii i panującej w nim atmosferze z zaangażowaniem utrwalała najmłodsza córka Marii i Augusta Karla – Marion Gräfin von Dönhoff (m.in. autorka książki Dzieciństwo w Prusach Wschodnich).